# 中脇
中脇，是臺灣臺南市官田區的一個傳統地域名稱，位於該區中部略偏東北。相較於今日行政區，其範圍大致包括官田里東北部不含其北邊凸出部分、烏山頭里南部邊界地帶中段。
本地區境內主要聚落為中脇。

## 歷史
台灣日治初期，中脇地區為一街庄，稱為「中脇庄」（舊制街庄），隸屬於赤山堡。該庄昔日西邊及北邊西段與角秀庄為鄰，北邊中至東段及東邊北段與烏山頭庄為鄰，東邊南段及南邊東段北邊南段及南邊東段隔官田溪與社仔庄為界，南邊西段為官佃庄。
1901年（日治明治三十四年）11月11日，全台廢縣廳改設二十廳，該庄隸屬於鹽水港廳。1904年（明治三十七年）4月1日，該庄編入「官佃區」，隸屬於鹽水港廳。1906年（明治三十九年）4月1日，鹽水港廳內管轄區域調整，該庄仍隸屬於「官佃區」。1909年（明治四十二年）10月25日，全台合併二十廳為十二廳，官佃區改隸屬於臺南廳。1920年（大正九年）10月1日，全台地方制度大改正，廢十二廳改設五州二廳，該庄改制為「中脇」大字，隸屬於臺南州曾文郡官田庄（新制街庄）。
戰後官田庄改制為官田鄉，隸屬於臺南縣，大字亦改制為村。1950年（民國39年）10月25日，雲、嘉、南分治，官田鄉仍隸屬於臺南縣。2010年（民國99年）12月25日，臺南縣、市合併為直轄臺南市，官田鄉改制為官田區，村亦改制為里。

## 聚落
本地區發展較早的聚落為中脇，在日治期初期的官方地圖上已有記載。

## 交通
國道3號又稱「福爾摩沙高速公路」，是貫穿臺灣西部的兩條縱向高速公路之一，經過本地區中部略偏東地帶，並在北部邊界外不遠處的市道171號交會口設有烏山頭交流道。由此可快速前往該國道3號沿線各地。
市道165號是後庄至官田的道路，經過本地區主聚落。由該道路北行可前往六甲區、柳營區東部、東山區、白河區、嘉義縣水上鄉東部、中埔鄉西部下六地區的後庄聚落，並止於省道台18線路口；南行轉西可前往番子田地區東部邊界地帶，並止於省道台1線路口。
市道171號是北門至烏山頭的道路，經過本地區東北部。由該道路南側東行轉南再轉西可前往麻豆區、學甲區、北門區，並止於區道南15線路口；由該道路北側北行再轉西可前往烏山頭地區，並止於市道165號路口。
區道南117線是嘉南至官田的道路，其北側端點（起點）位於本地區中部偏東的市道171號轉角路口。
區道南119線是中協至頭社的道路，其北側端點（起點）位於本地區北部略偏西主聚落的市道165號轉角路口。